# Roolwer
Roolwer (ou Hrafr en norrois) était un évêque de l'île de Man. Son nom est d'origine scandinave.
Selon les Chroniques de Man, il fut le premier évêque de Man dont l'existence est attestée, avant même la création de l'abbaye de Rushen. Il officiait avant la montée sur le trône de Godred Crovan, c'est-à-dire avant 1080. Selon les Chroniques de Man, il « est suffisant de faire l'énumération des évêques avec Roolwer, parce que nous sommes totalement ignorants des évêques qui l'ont précédés, car nous ne disposons d'aucune source écrite antérieure, ni du récit de certains de nos anciens. »
Roolwer fut enterré dans la paroisse de Maughold. L'église de Maughold lui est d'ailleurs dédiée.